# 中釜洋子
中釜 洋子（なかがま ひろこ、1957年 - 2012年9月28日）は、日本の臨床心理学者・臨床心理士・家族心理士。専門は、臨床心理学・家族療法・アサーショントレーニング。学位は、博士（教育学）（東京大学・論文博士・2008年）。元東京大学大学院教育学研究科臨床心理学コース教授。東京都生まれ。

## 経歴
1980年東京大学教育学部教育心理学科を卒業。1988年同大学院博士課程を単位取得退学。2008年、「個人心理療法と家族療法の統合の探求 関係系志向アプローチの理論と実践」で東京大学より博士（教育学）の学位を取得。その後、東京大学学生相談所カウンセラー、ハーバード大学ケンブリッジ病院研修員、東京大学助手、旧・東京都立大学人文学部助教授、上智大学文学部心理学科助教授を経て、2005年東京大学大学院教育学研究科臨床心理学コース助教授、2008年東京大学大学院教育学研究科臨床心理学コースの教授に就任した。2012年9月28日、原発不明がんのため逝去。

## 著書
- 『いま家族援助が求められるとき 家族への支援・家族との問題解決』 (シリーズ「心理臨床セミナー」）垣内出版, 2001.2
- 『家族のための心理援助』金剛出版, 2008.6
- 『個人療法と家族療法をつなぐ 関係系志向の実践的統合』東京大学出版会, 2010.3
- 『家族支援の一歩 システミックアプローチと統合的心理療法 中釜洋子選集』田附あえか,大塚斉,大西真美, 大町知久 編. 遠見書房, 2021.1

### 共編著
- 『心理臨床の海図』伊藤研一編著, 黒川由紀子,下山晴彦共著. 八千代出版, 1999.3
- 『子どものためのアサーション自己表現グループワーク 自分も相手も大切にする学級づくり』園田雅代共著, 日精研心理臨床センター 編. 日本・精神技術研究所, 2000.1
- 『教師のためのアサーション』 (アサーション・トレーニング講座) 園田雅代,沢崎俊之共編著. 金子書房, 2002.10
- 『家族の心理 家族への理解を深めるために』 (ライブラリ実践のための心理学）平木典子共著. サイエンス社, 2006.10 
  - 『家族の心理 家族への理解を深めるために 第2版』 (ライブラリ実践のための心理学） 平木典子,藤田博康,野末武義 共著. サイエンス社, 2019.7
- 『家族心理学 家族システムの発達と臨床的援助』 (有斐閣ブックス) 野末武義,布柴靖枝,無藤清子共著. 有斐閣, 2008.12
- 『心理援助のネットワークづくり 〈関係系〉の心理臨床』高田治,齋藤憲司共著. 東京大学出版会, 2008.8
- 『学校臨床心理学への歩み 子どもたちとの出会い、教師たちとの出会い 近藤邦夫論考集』保坂亨,堀田香織,齋藤憲司, 高田治共編. 福村出版, 2010.6
- 『親密な人間関係のための臨床心理学 家族とつながり、愛し、ケアする力』平木典子,友田尋子共編著. 金子書房, 2011.6

### 翻訳
- H.G.レーナー『親密さのダンス 身近な人間関係を変える』 (わたしらしさの発見）誠信書房, 1994.1
- S.フェルプス, N.オースティン『アサーティブ・ウーマン 自分も相手も大切にする自己表現』 (わたしらしさの発見）園田雅代共訳. 誠信書房, 1995.11
- Andrew M.Colman『心理学辞典 普及版』藤永保,仲真紀子監修, 岡ノ谷一夫,黒沢香,泰羅雅登,田中みどり,服部環,日比野治雄, 宮下一博共編. 丸善, 2005.2
- リン・ホフマン『家族療法学 その実践と形成史のリーディング・テキスト』亀口憲治監訳, 北島歩美, 浜崎あえか共訳. 金剛出版, 2005.6
- サルバドール・ミニューチン, マイケル・P.ニコルス,ウェイ-ユン・リー『家族・夫婦面接のための4ステップ 症状からシステムへ』中村伸一共監訳. 金剛出版, 2010.12
- マービン・R・ゴールドフリード編『変容する臨床家 現代アメリカを代表するセラピスト16人が語る心理療法統合へのアプローチ』岩壁茂,平木典子,福島哲夫, 野末武義共監訳, 門脇陽子, 森田由美 訳. 福村出版, 2013.10

## 役職
- 日本家族心理学会常任理事